# Sommerlochfestival

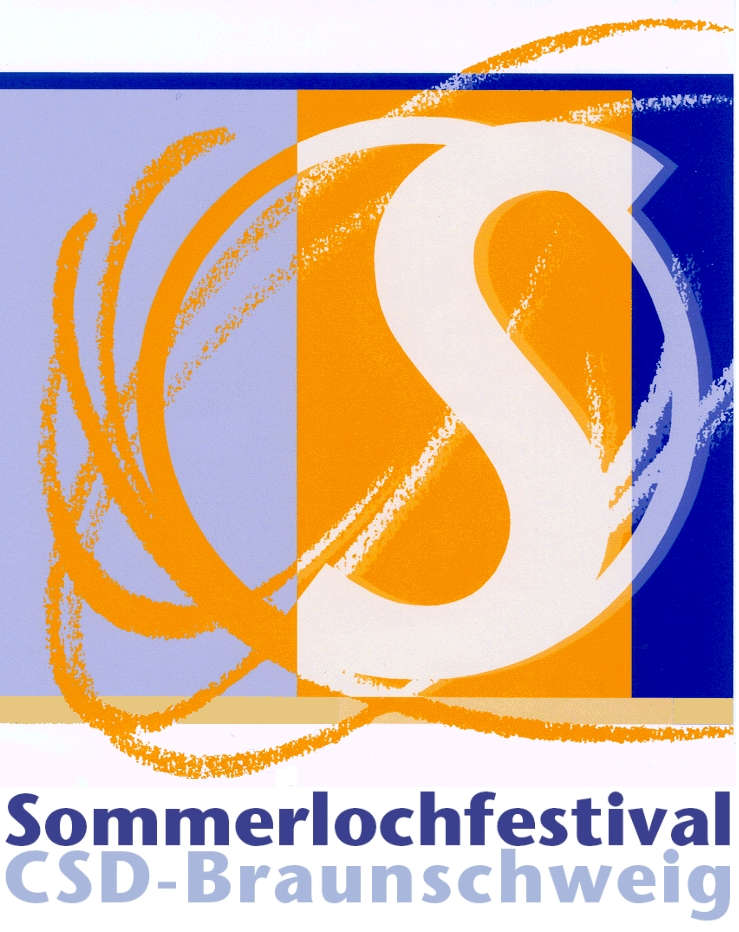
Logo 2001 – 2015

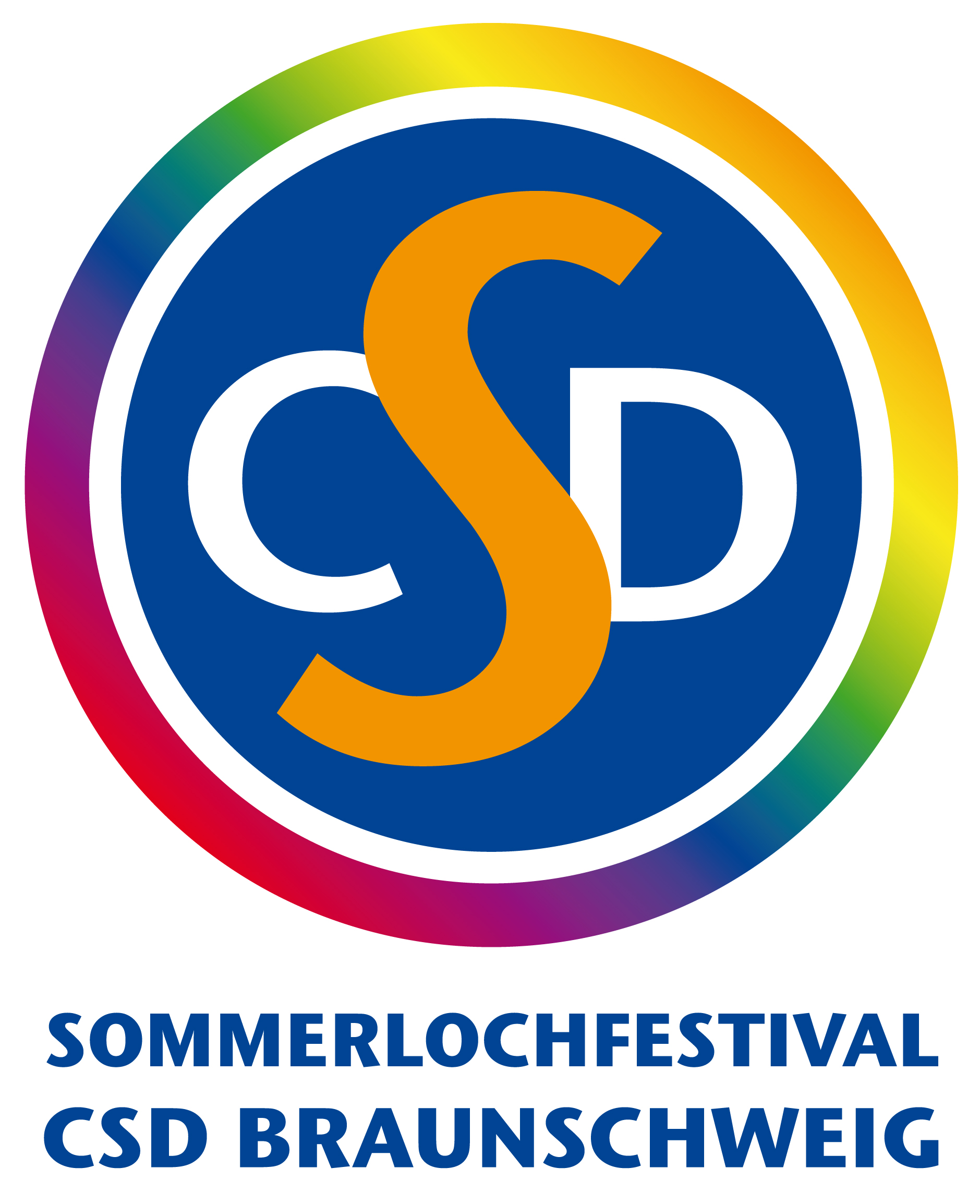
Logo ab 2016

Das Sommerlochfestival | CSD Braunschweig ist ein zweiwöchiges Rahmenprogramm, das den Demonstrationszug zum Christopher Street Day in Braunschweig einschließt. Das Festival findet seit 1996 statt, der Demonstrationszug seit 1999.

## Heute
Das Sommerlochfestival | CSD Braunschweig umfasst heute ein zweiwöchiges Rahmenprogramm aus vielfältigen politischen, informativen und kulturellen Veranstaltungen in und um Braunschweig, eine Demonstration (CSD-Parade) durch Braunschweigs Innenstadt und die zweitägige Kundgebung im Herzen der Stadt sowie eine offizielle Sommerlochfestival-Abschlussparty PrideNight. Der Termin liegt an einem Wochenende Anfang August.
Die Ziele der Veranstaltung sind nach Aussage der Veranstalter, „die Integration lesbischer, schwuler, bisexueller, transgender und transsexueller Mitbürger in der Region zu stärken, gegen Diskriminierung und für die gesellschaftliche und politische Gleichstellung sowie Akzeptanz vielfältiger Lebensweisen zu demonstrieren und les.bi.trans.schwuler Kultur und Kunst einen Raum zu geben.“
Sowohl das Rahmenprogramm als auch die Demonstration werden von einem ehrenamtlichen Team organisiert und gestaltet, wobei die Rahmenprogramm-Veranstaltungen zum Großteil von Personen und Gruppen außerhalb des koordinierenden Sommerlochfestival-Teams verantwortet werden.
Die Finanzierung des Bühnenprogramms samt Infrastruktur wird hauptsächlich durch Sponsoren sowie aus Einnahmen von Anzeigen und der Abschlussparty sichergestellt. Auch größere Kulturveranstaltungen, wie Kleinkunstabende oder Konzerte, werden aus diesen Mitteln subventioniert.

## Geschichte
Erstmals 1996 als eintägiges Straßenfest am Rande der Innenstadt auf dem Platz „An der Martinikirche“ ausgerichtet, wuchs das Festival im Laufe der Jahre: 1999 startete der erste CSD-Demonstrationszug durch Braunschweigs Innenstadt, 2003 demonstrierten Lesben, Schwule, bisexuelle und Trans* (LGBT) Menschen erstmals zweitägig in der Stadt, auf dem Burgplatz und seit 2004 begleitet das Festival ein zweiwöchiges Rahmenprogramm. 2013 fand das Sommerlochfestival CSD Braunschweig erstmals auf dem Schlossplatz statt. 2016 gab es ein neugestaltetes Logo.

## Besucherzahlen
| Jahr | Demonstration/CSD-Parade | Kundgebung      |
| ---- | ------------------------ | --------------- |
| 2005 | 1.700 Teilnehmer         | 12.500 Besucher |
| 2006 | 2.100 Teilnehmer         | 11.000 Besucher |
| 2007 | 1.900 Teilnehmer         | 10.000 Besucher |
| 2008 | 2.000 Teilnehmer         | 19.000 Besucher |
| 2009 | 2.000 Teilnehmer         | 20.000 Besucher |

## Schirmherren und Stargäste
| Jahr | Schirmherr                                                                 | Stars auf der Bühne  |
| ---- | -------------------------------------------------------------------------- | -------------------- |
| 2001 | Brigitte Litfin (ehemalige Vizepräsidentin Niedersächsischen Landtags)     |                      |
| 2002 | Anja Hesse (Fachbereichsleiterin Kultur der Stadt Braunschweig)            | Marc Almond          |
| 2003 | Horst-Udo Ahlers (ehemaliger Polizeipräsident von Braunschweig)            | Samantha Fox         |
| 2004 | Sigmar Gabriel (ehemaliger Ministerpräsident Niedersachsens)               | Olivia Jones         |
| 2005 | Carola Reimann (MdB)                                                       | Right Said Fred      |
| 2006 | Jürgen Trittin (MdB)                                                       | Lilo Wanders         |
| 2007 | Philipp Rösler (MdL)                                                       | Patrick Nuo          |
| 2008 |                                                                            | Emma Lanford         |
| 2009 | Carola Reimann (MdB)                                                       | Ross Antony          |
| 2010 | Philipp Rösler (MdB)                                                       | Rozalla Miller       |
| 2011 | -                                                                          | Weather Girls        |
| 2012 | -                                                                          | Lucy Diakovska       |
| 2013 | Cornelia Rundt (MdL)                                                       | Ben Ivory            |
| 2014 | Stephan Weil (Ministerpräsident Niedersachsens)                            | Kim Sanders          |
| 2015 | Ulrich Markurth (Oberbürgermeister von Braunschweig)                       | Percival / Mary Roos |
| 2016 | Gregor Gysi (MdB)                                                          | Daniel Schuhmacher   |
| 2017 | Klaus-Peter Bachmann (SPD \| Vizepräsident des Niedersächsischen Landtags) | Johnathan Celestin   |

## Veranstalter
Träger der Veranstaltung ist der als gemeinnützig und besonders förderungswürdig anerkannte Verein für sexuelle Emanzipation e. V. (VSE e. V.), dessen Ziele sind unter anderem der Abbau von Diskriminierungen durch Informations- und Öffentlichkeitsarbeit und die Stärkung der schwul-lesbisch-bisexuellen und transgeschlechtlichen Szene durch zahlreiche und vielfältige Veranstaltungen.
Der VSE e.V. ist mit seinem Sommerlochfestival Mitglied in verschiedenen Dachorganisationen: CSD Nord e. V., CSD Deutschland e. V. und EPOA (Europride).